# Битва за Сааду
У березні 2011 року відбулася битва за Сааду між повстанцями Хуситів і племінними силами, вірними президенту Ємену, Абдалла Салеху в північному місті Саада. Після декількох днів важких зіткнень Хусити зуміли захопити всю провінцію Саада, включаючи її провінційну столицю, і заснували незалежну адміністрацію, тим самим відзначивши, що це перша єменська губернія яка випала з-під контролю центральної влади 2011 року.

## Передумови
У лютому 2011 року, після успіху Єгипетської революції 2011 року та Туніської революції, арабська весна поширилася на багато країн, включаючи Ємен. Хусити, офіційно відомі як Ансар Аллах, заявили про свою підтримку повстання в Ємені 2011 року проти Алі Абдалла Салеха і більша частина послідовників Хуситського руху приєдналася до протестів на 10-й день. Протягом лютого та березня тисячі мітингуючих проводили щотижневі походи в місті Саада від воріт старого міста до казарм сил безпеки армії Салеха.
Між тим, зіткнення, як повідомляється, вибухнули вже в січні на околиці міста між племенем Хуситів і племенем Аль-Абдін на чолі з шейхом Усманом Муджаллі, лідером племінної боротьби з Хуситами. Муджаллі також був представником парламенту з провінції Саада, що представляв правлячу партію Генерального народного конгресу. Через кілька тижнів після початку зіткнень студентський протестний рух, що почався в столиці Сани, незабаром поширився на інші частини Ємену. Після чого повстанці зі сторони хуситів почали облогу Муджаллі і його послідовників. Пізніше провінційний уряд Саада опинився під дедалі більшим тиском, оскільки зростали антиурядові протести, а також поступовий крах безпеки.

## Штурм Саади
18 березня урядові снайпери обстріляли масові акції протесту в єменській столиці Сані, що викликало загальнонаціональне обурення і початок урядових дій, відомих під назвою "різанина Карама".
У відповідь на криваву подію бойовики Хусити штурмували місто Саада на наступний день 19 березня, підриваючи будинки і розстрілюючи людей. Це призвело до важкого конфлікту з племенами Аль-Абдіна, в якиому загинуло 45 осіб, 13 будинків було знищено. Наступною цілью Хуситів був військовий пункт Тельмуса, оглянувши місто і захопивши численні кулемети, мінометні снаряди, зброю і танки. Хусити перемагали у боях і спалили будинок шейха Муджаллі, знищивши всі його володіння і схопивши шістнадцять автомобілів. Після цього губернатор Саади Тага Гаджер втік з провінції до Сани, а поліція покинула свої посади, після чого всі керівники штабу армії Саади передали військову техніку і бази групі Хуситів.
До 27 березня повстанці повністю контролювали місто, керували всіма урядовими установами і контролювали пункти пропуску і входи до міста.

## Наслідки
26 березня командир родини Хуси Абу Алі аль-Хакім призначив на посаду губернатора Саади Фареса Манаа, одного з найвідоміших торговців зброєю на Близькому Сході та колишнього союзника Салеха. Манаа розірвав з Салехом всі зв'язки після того, як він був ув'язнений протягом декількох місяців в Сані, і він пішов з партії GPC, щоб об'єднати сили з Хуситами та кількома іншими відомими політиками Саади. Пізніше Хусити оголосили окрему адміністрацію повністю незалежною від уряду Ємену, що складається з повстанців, мешканців і скинутих військових командирів. 
Завоювання Саади хуситами призвело до більш ніж півтора року відносного миру і стабільності в мухафазі. З того часу губернаторство Саади стає відомим як фортеця хуситів, де, як вважають, є провідні лідери, такі як Абдулмалік аль-Хуси.